# Ottenstein, Niedersachsen
Ottenstein är en kommun och ort i Landkreis Holzminden i förbundslandet Niedersachsen i Tyskland.
Kommunen ingår i kommunalförbundet Samtgemeinde Bodenwerder-Polle tillsammans med ytterligare tio kommuner.